# Fée Lili-Rose
La fée Lili-Rose est un personnage de littérature enfantine traduit des œuvres allemandes écrites et illustrées par Monika Finsterbusch.

## Histoire
Lili-Rose est une jeune fée habitant la forêt avec des dizaines d'animaux de toutes sortes. Elle vit des aventures cocasses et magiques dans un joli château rose...

## Personnages
- Lili-Rose: Très jeune fée danseuse. Elle est douce et d'un caractère angélique.
- Pupsi: Pupsi est un cochon qui aide beaucoup Lili-Rose dans ses aventures.
- Clara: Une souris grise très gentille mais curieuse
- Bella: Une fée de petite proportions